# ТЭФИ (премия, 2009)
ТЭ́ФИ — российская национальная телевизионная премия за высшие достижения в области телевизионных искусств. Учреждена фондом «Академия Российского Телевидения» 21 октября 1994 года. Премия должна была стать российским аналогом американской телевизионной премии «Эмми».
Для участия в конкурсе «ТЭФИ—2009» принимались работы, произведённые и впервые вышедшие в эфир на территории России в период с 1 июня 2008 года по 31 мая 2009 года.

## Церемония
Пятнадцатая церемония награждения проводилась в два этапа. Награждение победителей в номинациях категории «Профессии» состоялось 21 сентября 2009 года в Центральном доме предпринимателя в Москве. Ведущими этого этапа церемонии выступили Светлана Сорокина и Кирилл Набутов. 26 сентября 2009 года в Михайловском театре Санкт-Петербурга состоялось награждение победителей в номинациях категории «Лица». В качестве ведущих церемонии были приглашены Ксения Раппопорт и Леонид Парфёнов, Анна Шатилова и Евгений Кочергин. Подготовку и трансляцию в эфире телевизионной версии церемонии награждения в номинациях категории «Лица» осуществил «Пятый канал».

## Победители и финалисты

### Категория «Профессии»
Победители указаны первыми и выделены отдельным цветом 
| Номинации                                                | Победители и финалисты | Представляющая организация                        |
| -------------------------------------------------------- | --- | ------------------------------------------------- |
| Информационно-аналитическая программа                    | «Неделя с Марианной Максимовской» | Телекомпания «РЕН ТВ»                             |
| Информационно-аналитическая программа                    | «Час Пик. Суббота» | ТРК «ТВ-2», г. Томск                              |
| Информационно-аналитическая программа                    | «Воскресное Время» | Первый канал                                      |
| Информационно-развлекательная программа                  | «Прожекторперисхилтон» | ООО «Оранжевая студия»                            |
| Информационно-развлекательная программа                  | «Гордон Кихот» | ООО «Зелёная студия»                              |
| Информационно-развлекательная программа                  | «Утро на Пятом» | ТРК «Петербург — Пятый канал», г. Санкт-Петербург |
| Специальный репортаж                                     | «История болезни». «Личное дело» | Телекомпания «СургутИнформТВ», г. Сургут          |
| Специальный репортаж                                     | «Со всеми пересадками» | Первый канал                                      |
| Специальный репортаж                                     | «История вечной мерзлоты» | ТРК «ТВ-2», г. Томск                              |
| Музыкальная программа                                    | «Евровидение — 2009». Финал | Первый канал                                      |
| Музыкальная программа                                    | «Партитура жизни. Юрий Темирканов» | ООО «Н + Н», г. Санкт-Петербург                   |
| Музыкальная программа                                    | «Две звезды» | ООО «Оранжевая студия»                            |
| Программа о науке (цикл)                                 | «Ньютоново яблоко раздора» из цикла «Ж. З. И.» | ООО «ТМК Гранд»                                   |
| Программа о науке (цикл)                                 | «Фабрика мысли» | ООО «Оранжевая студия»                            |
| Программа о науке (цикл)                                 | «Прогресс» | ТРК «Петербург — Пятый канал», г. Санкт-Петербург |
| Программа об искусстве (цикл)                            | «Цвет времени» | ТРК «Цивилизация»                                 |
| Программа об искусстве (цикл)                            | «Закрытый показ» | ООО «Зелёная студия»                              |
| Программа об искусстве (цикл)                            | «Алексей Кручёных. Отец зауми» из цикла «Звёзды русского авангарда» | Творческое объединение «Мир искусства»            |
| Телевизионный документальный фильм                       | «Доктор Лиза» | Телекомпания «РЕН ТВ»                             |
| Телевизионный документальный фильм                       | «Андрей Макаревич. Правила движения» | ООО «Нью Эйдж Солюшнс»                            |
| Телевизионный документальный фильм                       | «Слово» | Студия «Остров»                                   |
| Телевизионный документальный сериал                      | «Невероятные истории про жизнь». «Освенцим А-5103» | Телекомпания «ВИD»                                |
| Телевизионный документальный сериал                      | «Русский след». «Серж Гензбур» | ООО «Верамар-Видео»                               |
| Телевизионный документальный сериал                      | «Всё это телевидение» | ООО «ТВ Студия Репортёр»                          |
| Дизайн телевизионной программы/проекта                   | Оформление новостного пространства «Первого канала» | Первый канал                                      |
| Дизайн телевизионной программы/проекта                   | «Евровидение. Финал» | ООО «Красный квадрат»                             |
| Дизайн телевизионной программы/проекта                   | «Галилео» | Студия «ШАН-дизайн»                               |
| Эфирный промоушн проекта                                 | Промопроект программы «Гордон Кихот» | Первый канал                                      |
| Эфирный промоушн проекта                                 | Эксклюзивное интервью RT | Телеканал RT (АНО «ТВ-Новости»)                   |
| Эфирный промоушн проекта                                 | «Личное отношение» | ТРК ВС РФ «Звезда»                                |
| Программа о спорте                                       | «Испытание Китаем» | Первый канал                                      |
| Программа о спорте                                       | «Елена Исинбаева. Королева высоты» | ЗАО «Европа ТВ», г. Санкт-Петербург               |
| Программа о спорте                                       | «Преодолевшие» из цикла «16 историй не только о спорте» | ОАО «НТВ-Плюс»                                    |
| Продюсер фильма/сериала                                  | Джаник Файзиев, Андрей Руцинский, Гуля Аскарова — «И ты, Брут?!» | Киностудия «ФУ 24»                                |
| Продюсер фильма/сериала                                  | Дмитрий Барщевский — «Тяжёлый песок» | Творческое объединение «Риск — кинокомпания»      |
| Продюсер фильма/сериала                                  | Ефим Любинский — «Светлана» | Телекомпания «Дикси-ТВ»                           |
| Продюсер телевизионной программы                         | Константин Эрнст, Андрей Болтенко, Лариса Синельщикова, Юрий Аксюта — «Евровидение — 2009»                                                                                                  | Первый канал                                      |
| Продюсер телевизионной программы                         | Этери Левиева — Телеканал «Совершенно секретно» | Телекомпания «Совершенно секретно»                |
| Продюсер телевизионной программы                         | Александр Цекало, Руслан Сорокин — «Большая разница» | Продюсерский центр «Среда»                        |
| Художник-постановщик телевизионного фильма/сериала       | Юрий Устинов — «Застава Жилина» | ЗАО «Централ Партнершип»                          |
| Художник-постановщик телевизионного фильма/сериала       | Екатерина Кожевникова, Марат Ким — «Братья Карамазовы» | ЗАО «Централ Партнершип»                          |
| Художник-постановщик телевизионного фильма/сериала       | Юрий Устинов, Александр Назаров — «Сыщик Путилин» | ЗАО «Централ Партнершип»                          |
| Художник-постановщик телевизионной программы             | Джон Кейси, Антон Сакара, Андрей Болтенко — «Евровидение — 2009». Финал | Первый канал                                      |
| Художник-постановщик телевизионной программы             | Виктор Никоненко — «Другое кино. Космос. Солярис» | ООО «Скай Продакшн»                               |
| Звукорежиссёр телевизионного фильма/сериала              | Иван Титов — «Олимпиус инферно» | ООО «Красный квадрат»                             |
| Звукорежиссёр телевизионного фильма/сериала              | Владимир Шинкаренко, Степан Чернов — «Застава Жилина» | ЗАО «Централ Партнершип»                          |
| Звукорежиссёр телевизионного фильма/сериала              | Марина Нигматулина — «Братья Карамазовы» | ЗАО «Централ Партнершип»                          |
| Звукорежиссёр телевизионной программы                    | Алексей Менялин, Андрей Пастернак — «Евровидение — 2009». Финал | Первый канал                                      |
| Звукорежиссёр телевизионной программы                    | Всеволод Движков — «Пять звёзд. Интервидение». Финал | ООО «Красный квадрат»                             |
| Звукорежиссёр телевизионной программы                    | Сергей Трушин, Ирина Арсентьева — «VIII Московский пасхальный фестиваль». Трансляция с Поклонной горы                                                                                       | ОАО «ТВ Центр»                                    |
| Сценарист телевизионного художественного фильма/сериала  | Виталий Шляппо, Алексей Троцюк, Вячеслав Дусмухамедов — «Папины дочки» | ООО «Костафильм»                                  |
| Сценарист телевизионного художественного фильма/сериала  | Виктор Смирнов — «Исчезнувшие» | ЗАО «Дирекция Кино»                               |
| Сценарист телевизионного художественного фильма/сериала  | Ариф Алиев — «Застава Жилина» | ЗАО «Централ Партнершип»                          |
| Сценарист телевизионного документального фильма/сериала  | Леонид Млечин — «Нас ждёт холодная зима» из цикла «Герои и жертвы холодной войны» | ОАО «ТВ Центр»                                    |
| Сценарист телевизионного документального фильма/сериала  | Марина Дайновец, Дмитрий Минчёнок — «Моцарт» | Продюсерский центр «Мастерская»                   |
| Сценарист телевизионного документального фильма/сериала  | Леонид Парфёнов — «Птица-Гоголь» | ООО «Красный квадрат»                             |
| Сценарист телевизионной программы                        | Марина Даниелян, Дмитрий Мишин, Илья Епищев, Денис Привалов, Саид Давдиев, Вячеслав Благодарский, Станислав Берестовой, Евгений Шелякин, Денис Ртищев, Акав Акавов — «Прожекторперисхилтон» | ООО «Оранжевая студия»                            |
| Сценарист телевизионной программы                        | Руслан Сорокин, Андрей Рожков, Кирилл Огошков, Константин Ворончихин, Артём Гончаров, Сергей Кинслер, Денис Хорошун — «Большая разница»                                                     | Продюсерский центр «Среда»                        |
| Сценарист телевизионной программы                        | Виталий Шляппо, Алексей Троцюк — «6 кадров» | ООО «Костафильм»                                  |
| Режиссёр телевизионного художественного фильма/сериала   | Антон Барщевский — «Тяжёлый песок» | Творческое объединение «Риск — кинокомпания»      |
| Режиссёр телевизионного художественного фильма/сериала   | Юрий Королёв — «Валерий Харламов. Дополнительное время» | Кинокомпания «Эдельвейс-фильм»                    |
| Режиссёр телевизионного художественного фильма/сериала   | Сергей Газаров — «Сыщик Путилин» | ЗАО «Централ Партнершип»                          |
| Режиссёр телевизионного документального фильма / сериала | Анастасия Попова — «Моцарт» | Продюсерский центр «Мастерская»                   |
| Режиссёр телевизионного документального фильма / сериала | Сергей Нурмамед, Иван Скворцов — «Птица-Гоголь» | ООО «Красный квадрат»                             |
| Режиссёр телевизионного документального фильма / сериала | Сергей Кушнерёв, Светлана Бодрова, Татьяна Захарова, Ольга Мардашева, Константин Смилга — «Пять стаканов табака» из цикла «Невероятные истории про жизнь»                                   | Телекомпания «ВИD»                                |
| Режиссёр телевизионной программы                         | Андрей Болтенко — «Евровидение — 2009». Финал | Первый канал                                      |
| Режиссёр телевизионной программы                         | Алексей Сеченов — «Премия Муз-ТВ 2008» | ЗАО «ТВ сервис»                                   |
| Режиссёр телевизионной программы                         | Андрей Верещагин — «Фамилия» | ЗАО «АТВ — Продакшн»                              |
| Оператор телевизионного художественного фильма/сериала   | Игорь Гринякин — «Олимпиус инферно» | ООО «Красный квадрат»                             |
| Оператор телевизионного художественного фильма/сериала   | Антон Хмельков — «Монтекристо» | ЗАО «Амедиа»                                      |
| Оператор телевизионного художественного фильма/сериала   | Вадим Алисов — «Сыщик Путилин» | ЗАО «Централ Партнершип»                          |
| Оператор телевизионного документального фильма/сериала   | Владимир Каптур — «Птица-Гоголь» | ООО «Красный квадрат»                             |
| Оператор телевизионного документального фильма/сериала   | Иван Грызулин — «Географическая видеоэнциклопедия. Республика Северная Осетия — Алания» | «Фонд этногеографических исследований»            |
| Оператор телевизионного документального фильма/сериала   | Анатолий Марфель — «Алла Пугачёва: я рыжая, я другая» | ЗАО «АТВ — Продакшн»                              |
| Оператор телевизионной программы                         | Виталий Бирюков — «Китобой» | ТРК ВС РФ «Звезда»                                |
| Оператор телевизионной программы                         | Алексей Сеченов — «Ледниковый период» | ООО «Азъ Арт ТВ-продакшн»                         |
| Оператор телевизионной программы                         | Дмитрий Ходаковский — «Флейта для духов Севера» | МГТРК «Мир»                                       |

### Категория «Лица»
Победители указаны первыми и выделены отдельным цветом 
| Номинации                                                   | Победители и финалисты                                                                      | Представляющая организация                              |
| ----------------------------------------------------------- | ------------------------------------------------------------------------------------------- | ------------------------------------------------------- |
| Информационная программа                                    | «Новости 24»                                                                                | ЗАО «Телекомпания РЕН ТВ»                               |
| Информационная программа                                    | «Час Пик»                                                                                   | ТРК «ТВ-2», г. Томск                                    |
| Информационная программа                                    | «Сейчас»                                                                                    | ТРК «Петербург — Пятый канал», г. Санкт-Петербург       |
| Ведущий информационной программы                            | Михаил Осокин — «Новости 24»                                                                | Телекомпания «РЕН ТВ»                                   |
| Ведущий информационной программы                            | Юрий Богданов, Татьяна Мирошникова — «События»                                              | ОАО «ТВ Центр»                                          |
| Ведущий информационной программы                            | Юлия Панкратова — «Время»                                                                   | Первый канал                                            |
| Ведущий информационно-аналитической программы               | Марианна Максимовская — «Неделя с Марианной Максимовской»                                   | Телекомпания «РЕН ТВ»                                   |
| Ведущий информационно-аналитической программы               | Юлия Мучник — «Час Пик. Суббота»                                                            | ТРК «ТВ-2», г. Томск                                    |
| Ведущий информационно-аналитической программы               | Илья Колосов — «События. 25-й час»                                                          | ОАО «ТВ Центр»                                          |
| Интервьюер                                                  | Владимир Познер — «Познер»                                                                  | Первый канал                                            |
| Интервьюер                                                  | Борис Берман, Ильдар Жандарёв — «На ночь глядя»                                             | ООО «Оранжевая студия»                                  |
| Интервьюер                                                  | Юлия Мучник — «Час Пик. Суббота»                                                            | ТРК «ТВ-2», г. Томск                                    |
| Репортёр                                                    | Михаил Дегтярь — «Репортёр с Михаилом Дегтярём»                                             | ООО «ТВ Студия Репортёр»                                |
| Репортёр                                                    | Леонид Канфер — «Шурави»                                                                    | Телекомпания «РЕН ТВ»                                   |
| Репортёр                                                    | Дмитрий Сошин — «Бавария — школа пения»                                                     | Первый канал                                            |
| Ведущий ток-шоу                                             | Лариса Гузеева — «Давай поженимся»                                                          | ООО «Зелёная студия»                                    |
| Ведущий ток-шоу                                             | Александр Гордон — «Гордон Кихот»                                                           | ООО «Зелёная студия»                                    |
| Ведущий ток-шоу                                             | Андрей Малахов — «Пусть говорят»                                                            | ООО «Новая компания ТВ»                                 |
| Программа для детей и юношества                             | «Русский язык вместе с Хрюшей и…»                                                           | ООО «Компания Класс!»                                   |
| Программа для детей и юношества                             | «Маркиза»                                                                                   | ГТРК «Саратов», г. Саратов                              |
| Программа для детей и юношества                             | «Шустрое утро»                                                                              | ГУП КК КГК ТРК «Новое Телевидение Кубани», г. Краснодар |
| Программа об истории (цикл)                                 | «Храм изгнанников» из цикла «Искатели»                                                      | ООО «Цивилизация Нео»                                   |
| Программа об истории (цикл)                                 | «До и после… с Владимиром Молчановым»                                                       | ООО «Вериселинтел» (Телеканал «Ностальгия»)             |
| Программа об истории (цикл)                                 | «Германская национальная библиотека» из цикла «Фабрики памяти: библиотеки мира»             | Телекомпания «Гамаюн»                                   |
| Развлекательная программа. Образ жизни                      | «Давай поженимся»                                                                           | ООО «Зелёная студия»                                    |
| Развлекательная программа. Образ жизни                      | «Модный приговор»                                                                           | ООО «Зелёная студия»                                    |
| Развлекательная программа. Образ жизни                      | «Ледниковый период»                                                                         | ООО «Азъ Арт ТВ-продакшн»                               |
| Юмористическая программа                                    | «Большая разница»                                                                           | Продюсерский центр «Среда»                              |
| Юмористическая программа                                    | «Евровидение по-нашему!»                                                                    | ООО «Красная студия»                                    |
| Юмористическая программа                                    | «Дежурный по стране»                                                                        | ЗАО «АТВ — Продакшн»                                    |
| Телевизионная игра                                          | «Самый умный»                                                                               | ООО «ОК Продакшн»                                       |
| Телевизионная игра                                          | «Один против всех»                                                                          | ООО «Эндемол Москва»                                    |
| Телевизионная игра                                          | «Минута славы»                                                                              | ООО «Белая студия»                                      |
| Ведущий развлекательной программы                           | Иван Ургант, Алсу, Андрей Малахов, Наталья Водянова, Дмитрий Шепелев — «Евровидение — 2009» | Первый канал                                            |
| Ведущий развлекательной программы                           | Александр Цекало, Иван Ургант — «Большая разница»                                           | Продюсерский центр «Среда»                              |
| Ведущий развлекательной программы                           | Александр Пушной — «Галилео»                                                                | ООО «ТелеФормат»                                        |
| Спортивный комментатор                                      | Владимир Гендлин — Боксёрский поединок Джо Кальзаге — Рой Джонс (младший)                   | Первый канал                                            |
| Спортивный комментатор                                      | Евгений Гомельский, Юрий Панкратов — «Баскетбол. Кубок Европы. „Динамо“ — „Панеллиниос“»    | ОАО «ТВ Центр»                                          |
| Спортивный комментатор                                      | Георгий Черданцев — «Чемпионат Англии. „Ливерпуль“ — „Арсенал“»                             | ОАО «НТВ-Плюс»                                          |
| Телевизионный художественный фильм, мини-сериал             | «Исчезнувшие»                                                                               | ЗАО «Дирекция Кино»                                     |
| Телевизионный художественный фильм, мини-сериал             | «Мой муж — гений»                                                                           | Телекомпания «Ритм ТВ»                                  |
| Телевизионный художественный фильм, мини-сериал             | «Олимпиус инферно»                                                                          | ООО «Красный квадрат»                                   |
| Телевизионный художественный сериал                         | «След»                                                                                      | ООО «ДокуДрама»                                         |
| Телевизионный художественный сериал                         | «Ранетки»                                                                                   | ООО «Костафильм»                                        |
| Телевизионный художественный сериал                         | «Тяжёлый песок»                                                                             | Творческое объединение «Риск — кинокомпания»            |
| Ситком                                                      | «Папины дочки»                                                                              | ООО «Костафильм»                                        |
| Ситком                                                      | «Моя прекрасная няня». Седьмой сезон                                                        | ЗАО «Амедиа»                                            |
| Исполнитель мужской роли в телевизионном фильме/сериале     | Даниил Спиваковский — «Мой муж — гений»                                                     | Телекомпания «Ритм ТВ»                                  |
| Исполнитель мужской роли в телевизионном фильме/сериале     | Владимир Ильин — «Сыщик Путилин»                                                            | ЗАО «Централ Партнершип»                                |
| Исполнитель мужской роли в телевизионном фильме/сериале     | Игорь Костолевский — «Время счастья»                                                        | ООО «Стар Медиа Про»                                    |
| Исполнительница женской роли в телевизионном фильме/сериале | Ксения Громова — «Мой муж — гений»                                                          | Телекомпания «Ритм ТВ»                                  |
| Исполнительница женской роли в телевизионном фильме/сериале | Инга Оболдина — «Сыщик Путилин»                                                             | ЗАО «Централ Партнершип»                                |
| Исполнительница женской роли в телевизионном фильме/сериале | Ольга Погодина — «Легенда об Ольге»                                                         | ООО «Юнайтед Мультимедиа Проджектс»                     |
| «За личный вклад в развитие российского телевидения»        | Познер Владимир Владимирович                                                                |                                                         |
| Специальный приз Академии Российского телевидения           | Российский информационный канал «Вести-24»                                                  |                                                         |